# Matthijs Rümke
Matthijs Rümke (Amsterdam, 1954 – Zaltbommel, 12 september 2015) was een Nederlandse theatermaker.

## Biografie
Rümke was leerling aan het Barlaeus Gymnasium. Hij begon zijn loopbaan in de jaren zeventig als acteur bij de internationale theatergroep KISS. Begin jaren 80 werd hij artistiek leider van Jeugdtheatergezelschap Teater 42 en werd hij theatermaker bij Noordelijk Theater De Voorziening. In 1994 werd hij winnaar van de Hans Snoekprijs voor "Het Laatste Kind" en genomineerd  voor de Prosceniumprijs voor "Rolbrug". In 1996 regisseerde hij de feestelijke opening van de Amsterdam Arena. In 1998 kwam de Amsterdammer naar Brabant als artistiek leider van Theater Artemis in Den Bosch. Hij was vanaf 2005 artistiek directeur van het Zuidelijk Toneel in Eindhoven.
Rümke kreeg in juni 2015, uit handen van burgemeester Peter Noordanus, in het gebouw van het Zuidelijk Toneel in Tilburg de Tilburg Trofee. Hij kreeg de prijs voor zijn verdiensten voor de gezamenlijke culturele belangen van Tilburg.
Hij overleed aan kanker op 60-jarige leeftijd.

## Loopbaan
| periode   | rol                                                                                            |
| --------- | ---------------------------------------------------------------------------------------------- |
| 1974-1979 | acteur bij de Internationale Theatergroep KISS                                                 |
| 1978-1982 | artistiek leider van Jeugdtheatergezelschap Teater 42                                          |
| 1980-1989 | theatermaker bij Noordelijk Theater De Voorziening (de voorloper van het NNT)                  |
| 1989-1996 | freelance regisseur bij o.a. Het Zuidelijk Toneel, Theater van het Oosten, Bellevue en Artemis |
| 1995-1996 | acteur bij Discordia;                                                                          |
| 1996      | regisseur van de opening van de Amsterdam Arena                                                |
| 1996-2002 | artistiek leider van Theater Artemis                                                           |
| 2000      | regisseur van de Driestuiversopera(NNT)                                                        |
| 2004      | regisseur van Amadeus (Theater Bos Producties)                                                 |
| 2005-2015 | artistiek directeur van Het Zuidelijk Toneel                                                   |

## Prijzen en onderscheidingen
- 1994 winnaar van de Hans Snoekprijs voor Het Laatste Kind
- 1994 genomineerd voor de Prosceniumprijs voor Rolbrug
- 2001 winnaar van de Prosceniumprijs voor zijn verdienste als regisseur
- 2008 geselecteerd voor het Nederlands Theaterfestival met De grote verkiezingsshow
- 2008 genomineerd voor de Toneel Publieksprijs met De grote verkiezingsshow
- 2009 genomineerd voor de Toneel Publieksprijs met De reis om de wereld in 80 dagen
- 2011 genomineerd voor de Toneel Publieksprijs met Mahagonny Songspiel & Het lied van de stad
- 2013 genomineerd voor de Toneel Publieksprijs met Peer Gynt